# Bahnbetriebswerk Puttgarden
Das Bahnbetriebswerk Puttgarden war das jüngste Bahnbetriebswerk der Bundesbahndirektion Hamburg und zugleich auch das mit der kürzesten Existenz.
Mit der Eröffnung der Vogelfluglinie von Lübeck über Fehmarn nach Dänemark im Jahre 1963 begann die Geschichte des Bw Puttgarden am 1. Mai 1963.
Die ersten Lokomotiven des neuen Bahnbetriebswerkes waren die des Bw Heiligenhafen, welches zum 30. April 1963 aufgelöst wurde. Zusätzlich kamen drei Loks der Baureihe V 65, der späteren Baureihe 265, vom Bw Hamburg-Altona, ein Bestand, der bis auf fünf Lokomotiven dieser Baureihe aufgestockt wurde (V 65 001–004, 006). Die Lokomotiven wurden nur im Rangierdienst im Fährbahnhof Puttgarden eingesetzt. Manchmal war auch eine Lok der Baureihe V 60 hier zu Hause. Ende 1967 war Puttgarden als Heimat-Bw schon wieder Geschichte. Nachdem die V 65 004 und 006 schon vorher zum Bw Hamburg-Altona zurückgegeben worden sind, kamen die anderen drei Maschinen zum Bw Lübeck. Am Einsatz der Loks änderte sich aber nichts. Einige Zeit später hat hier die inzwischen als Baureihe 260 bezeichnete V 60 vom Bw Lübeck den Rangierdienst im Fährhafen komplett übernommen. Bis Ende 1981 wurde das Bw als Einsatz- und Personal-Bw geführt, ab 1982 als Bw-Außenstelle des Bw Lübeck. Die auf dem Fehmarnbelt eingesetzten Fährschiffe der Deutschen Bundesbahn waren ebenfalls im Bw Puttgarden beheimatet.
Das Bw Puttgarden war nie für die Unterhaltung von Dampflokomotiven vorgesehen. Drehscheibe oder Kohlebunker sind nie errichtet worden. Sollten sich Dampflokomotiven hierher verirren, mussten sie auf einem Gleisdreieck auf der Insel bei Burg/Fehmarn wenden.
Zur Behandlung der Diesellokomotiven bestanden eine zweigleisige Lok- und Wagenhalle. Eine Tankanlage und eine Waschanlage waren ebenfalls vorhanden.
Nach der Elektrifizierung der Eisenbahnstrecken zwischen Hamburg und Flensburg in den 1990er Jahren wurde der internationale Schienengüterverkehr nach Dänemark vollständig auf die Eisenbahnstrecke Hamburg–Neumünster–Flensburg verlagert und auf der Vogelfluglinie eingestellt. Der Reisezugverkehr erfuhr Veränderungen mit der Einstellung der Interregio-Züge und mit der Umstellung von lokbespannten Wagenzügen auf dänische IC3-Triebzüge und deutsche ICE-TD. Aufgrund des zurückgegangenen Verkehrsaufkommens sind ein Teil der Gleise entfernt oder stillgelegt worden. Die Bw-Außenstelle Puttgarden wurde aufgelöst. Die Gebäude sind aber noch vorhanden.

## Übersicht der beheimateten Triebfahrzeuge
- Baureihe V 20 von 1963 bis 1967
- Baureihe V 36 von 1963 bis 1967
- Baureihe V 65 von 1963 bis 1967
- Baureihe V 60 von 1965 bis 1967

Koordinaten: 54° 29′ 34,7″ N, 11° 13′ 13,1″ O